# Вогар
Вогар (ісл. Vogar) — невелике місто Ісландії, центр однойменного муніципалітету.

## Географія
Місто Вогар лежить за 30 км від столиці країни Рейк'явіка. На захід від Воґара лежить місто Нярдвік, що належить до муніципалітету Рейк'янесбаїр. Навколо міста лежать лавові поля. Основним заняттям жителів Воґара протягом століть було рибальство, нині занепадає.

## Цікаві факти
Перед місцевою школою як пам'ятник встановлено камінь вагою 450 кг, який, за переказами, власними руками виніс зі свого поля в XIX столітті місцевий селянин Йоун Даніельссон.